# Георги Сапунджиев (оперен певец)
Георги Петров Сапунджиев е български оперен певец, актьор, тенор.

## Биография – произход и младежки години
Георги Сапунджиев е роден на 28 март 1930 г. в Стара Загора, България, в семейство на високообразовани и интелигентни хора. Баща му Петър Сапунджиев е юрист, майка му е учителка. Възпитават го с присъщата си народностна любов, естетическа култура и дълбоко уважение към изкуството. Родовите му корени по бащина и по майчина линия са в Панагюрище, едно от постоянните и най-мощни огнища на българския народностен дух. В семейството всички обичат музиката: баща му с басово-баритонов тембър огласял целия град, когато запее; майка му имала хубав глас, акомпанирала на китара и мандолина, брат му оформящ се тенор, по-късно солист във Варненската народна опера. В семейна среда понякога правели импровизирани домашни концерти и представления.
Баща му Петър Сапунджиев е областен управител на Стара Загора, кмет на Панагюрище, областен управител на Бургас, околийски управотел на Ямбол, Охрид и Битоля преди Деветосептемврийския преврат. Убит на 19 ноември 1944 година без съд и присъда.

## Начало на вокална и артистична кариера
Професионалният път на младия артист започва от Държавния музикален театър „Стефан Македонски“. Първият голям професионалист, който обръща внимание на младия певец, е Стефан Македонски. След първо прослушване през 1949 година го приема за хорист и солист в хора на Държавния музикален театър. Македонски, като педагог, поощрява нееднократно младия тенор за по-смели солови изяви, като му възлага все по-сложни музикални и артистични задачи.
След първите месеци военна служба е привлечен да пее като солист в Хоровия ансамбъл на Строителни войски под диригентството и ръководството на маестро Киркор Киркоров. След завръщането си, чрез нов вокален конкурс, в Държавния музикален театър работи с диригентите Борис Левиев, Руслан Райчев, Саша Попов, Янко Тунтов; с режисьорите Хрисан Цанков, Хитьо Попов, с певците Стефан Македонски, Тинка Краева, Мими Балканска. Гласът на Георги Сапунджиев се оформя като драматичен тенор, със склонност към баритоново звучене. Тембърът му е топъл и едновременно блестящ, с феноменален вокален диапазон още от младежките години. Започва индивидуално обучение при вокалния педагог Людмила Прокопова, професор в Държавната музикална академия, преименувана през 1954 г. в Българска държавна консерватория. В периода 1955 – 1960 година Георги Сапунджиев учи оперно пеене при маестро Христо Бръмбаров, професор в Българска държавна консерватория, понастоящем „Национална музикална академия – проф. Панчо Владигеров“. В продължение на една година – 1965 – Георги Сапунджиев специализира в Румъния при световноизвестния оперен изпълнител и вокален педагог професор от Букурещката национална консерватория, Петре Щефанеску – Гоанга.

## Вътрешни и международни изяви
През 1953 г., в новата сграда на Софийската опера, започва кариерата си като солист на операта. За няколко години се превръща в звезда на най-престижния български оперен театър. Оттук води началото си стълбата към големите оперни сцени по света. Гостува на сцените на Неапол, Глайндбърн, Барселона, Москва, Прага, Бърно, Будапеща, Палма де Майорка, Брюксел, Атина, Амстердам, Букурещ.
През годините на творчество се натрупват участия в около 1500 спектакъла с над 20 главни партии в опери като „Янините девет братя“, „Хитър Петър“, „Майстори“, „Антигона 43“, „Садко“, „Семьон Котко“, „Кармен“, „Трубадур“, „Набуко“, „Макбет“, „Мадам Бътерфлай“, „Халка“, „Йенуфа“, „Хованщина“, „Дама пика“, „Евгений Онегин“, „Стършел“, „Неда“. Само в „Дон Карлос“, на Верди, Георги Сапунджиев изпълнява партията на Дон Карлос сто двадесет и осем пъти; „Кармен“ от Бизе – над сто пъти. През шестдесетте и седемдесетте години на двадесети век било обичайно да прави по четири – пет участия седмично в спектакли на Софийската опера.
На оперния фестивал в Глайндбърн, Източен Съсекс, Англия, през лятото на 1968 година има седем последователни изяви в партията на Герман, от „Дама Пика“ на Чайковски. С огромен успех представя най-високите качества на българската оперна школа. Като тенор – солист на Софийската опера гостува с турнета на най-големите оперни сцени в Италия, Белгия, Германия, Англия, Унгария, Гърция, Чехословакия, Съветския съюз, Румъния, Испания. В Софийска опера и на турнета в чужбина и в страната работи с диригентите Асен Найденов – главен диригент, с феноменалния Атанас Маргаритов, Михаил Ангелов, Борис Хинчев, с Иван Маринов – за реализация на 47 спектакъла на „Кармен“, с Радосвета Бояджиева, Иван Филев, Ромео Райчев, Борислав Иванов. На европейските сцени го дирижират сър Джон Причърт, Арджео Куадри, Антонио Гуаданьо. Претворява оригиналната стилистика на оперните режисьори Борис Покровский, Емил Бошнаков, Петър Щърбанов, Михаил Хаджимишев, Георги Първанов, Стефан Трифонов, Илия Иванов.
В многобройните оперни сезони на Софийската опера и на турнета в чужбина партнира с Елена Николай, Юлия Винер, Лиляна Барева, Райна Кабаиванска, Катя Попова, Адриана Стаменова, Надя Афеян, Виргиния Попова, Мати Пинкас, Галя Йончева, Николай Гяуров, Никола Гюзелев, Никола Николов, Димитър Узунов, Любомир Бодуров, Павел Герджиков, Асен Селимски, Никола Василев. С повечето от тях, освен с професионално сътрудничество, е свързан и с близка приятелска дружба.

## Идейни позиции
Личностната позиция на Георги Сапунджиев е изявявана при многократни покани за ангажименти на различни европейски оперни сцени. „Обичам България повече от живота си, не мога да я напусна!“

## Дългогодишен принос към българския културен и оперен живот
Съвместно с най-големите български и чуждестранни оперни певци, в България и в чужбина, Георги Сапунджиев участва във формирането на един от най-важните етапи в българското оперно изпълнителско изкуство – етапът на утвърждаване на Софийската опера във вътрешния културно-музикален живот и в укрепване на позициите и изявите на българското оперно изкуство на европейската и световната оперна сцена. Участва като солист на Софийската опера в осъществяването на един разнообразен, но органичен репертоар от западноевропейска класика, руски класически и съвременни творби и български оперни произведения.
Значителна част от спектаклите с участие на Георги Сапунджиев в главна роля са записани от Българска национална телевизия и Българско национално радио и чрез техните архиви са достояние на ценителите на непреходната част на българското оперно изкуство.